# Campionati europei di canottaggio 1895
I Campionati europei di canottaggio 1895 si disputarono a Ostenda (Belgio) e furono la III edizione dei Campionati europei di canottaggio.

## Programma
Le quattro gare si svolsero nella giornata del 15 settembre 1895.
15 settembre, ore 14.30
- Coppa del Belgio (Singolo, 2000 m)
- Coppa dell'Adriatico (Due con, 2000 m)
- Coppa della Francia (Quattro con, 2000 m)
- Coppa d'Italia (Otto, 2000 m)

## Podi
| Gara        | Oro | Oro   | Argento | Argento | Bronzo | Bronzo |
| ----------- | --- | ----- | --- | ------- | --- | ------ |
| Singolo     | Belgio Friedrich Miller                                                                                    | 8'10" | Italia Vittorio Leone | n.d.    | Trieste Jaroslav Langhaus | n.d.   |
| Due con     | Francia Jules Demare Gabriel Sartori n.d. (tim.)                                                           | 8'1"  | Belgio Edouard Lescrauwaet Auguste Lescrauwaet n.d. (tim.)                                                                              | 8'4"    | Italia Vittorio Leone Federico Costa n.d. (tim.)                                                                                          | n.d.   |
| Quattro con | Francia Jules Demare Joyet Paul Cocuet Gabriel Sartori n.d. (tim.)                                         | 7'34" | Belgio Edouard Lescrauwaet Auguste Lescrauwaet Charles Lescrauwaet Jules Lescrauwaet n.d. (tim.)                                        | 7'36"   | Italia Ettore Sebastiani Fortunato Barbini Alfonso Taddei Ezio Carlesi Gragnani (tim.)                                                    | n.d.   |
| Otto        | Francia Jules Demare Gabriel Sartori Paul Cocuet Joyet Dirauer Dupont Jacques Jansen Chaigneau n.d. (tim.) | 6'38" | Belgio Francois Goosens Francois Jansen Léon Dickman Jean Troch Edmond Nolf Victor Henrickx Léopold de Bloe Georges Boisson n.d. (tim.) | 6'44"   | Italia Ernesto Vettori Italo Ponis Cino Ceni Giuseppe Belli Arturo Innocenti Goretto Goretti Giorgio Bensa Cesare Galardelli Pucci (tim.) | n.d.   |

## Medagliere
| Pos.   | Nazione |   |   |   | Totale |
| ------ | ------- | - | - | - | ------ |
| 1      | Francia | 3 | 0 | 0 | 3      |
| 2      | Belgio  | 1 | 3 | 0 | 4      |
| 3      | Italia  | 0 | 1 | 3 | 4      |
| 4      | Trieste | 0 | 0 | 1 | 1      |
| Totale | Totale  | 4 | 4 | 4 | 12     |